# Republic F-105
Die Republic F-105 Thunderchief (auch Thud genannt) war ein einstrahliges Kampfflugzeug aus US-amerikanischer Produktion, das zur Zeit des Kalten Krieges und während des Vietnamkrieges im Einsatz war. Sie gehörte zu der sogenannten Century-Reihe (F-100 bis F-110).

## Entwicklung
Die Entwicklung der F-105 wurde 1951 begonnen. Der Entwurf trug die firmeninterne Bezeichnung AP-63FBX (AP für Advanced Project und FBX für Fighter Bomber (Jagdbomber), Experimental). Das Flugzeug war sehr groß, die Höchstgeschwindigkeit sollte trotzdem Mach 1,5 betragen. Der Flugzeugrumpf war auf Hochgeschwindigkeitseinsätze im Tiefflug ausgelegt. Der verantwortliche Chefkonstrukteur von Republic war Alexander Kartweli, der schon die P-47 Thunderbolt entwickelt hatte. Im März 1952 wurde dem Verteidigungsministerium der Vereinigten Staaten ein Entwurf vorgelegt, der als Antrieb ein Strahltriebwerk vom Typ Allison J71 vorsah. Dieser Vorschlag wurde positiv beurteilt.
Es gab während der Entwicklung eine Reihe von Problemen. Ein Grund dafür war, dass mit dem Aufrüstungsschub zu Beginn des Kalten Krieges viele Neuerungen eingeführt wurden. Die Firma Republic tat sich schwer mit der Umsetzung der komplexen Technik, die bei der F-105 eingesetzt wurde. Und auch die unklare Haltung der US Air Force gegenüber der F-105 führte zu Problemen in der Entwicklung der Maschine. Hier einige Eckdaten der Entwicklung:
- April 1952: Die US Air Force und Republic schlossen einen ersten Vertrag zur Entwicklung.
- September 1952: Es wurde ein Vertrag abgeschlossen, der die Lieferung von 199 Flugzeugen vorsah, dabei sollte das erste Flugzeug 1955 einsatzbereit sein. Die F-105 sollte einen internen Bombenschacht für Atombomben erhalten.
- Oktober 1952: Vertrag mit Republic über die Beschaffung von Werkzeugen und Einrichtungen zur Herstellung der F-105.
- März 1953: Nachdem sich ein Ende der Kämpfe in Korea abzeichnete, war sich die Air Force nicht sicher, welche Eigenschaften ein zukünftiger Jagdbomber haben solle. Der Auftrag wurde deshalb auf 37 F-105A (Jagdbomber) und neun RF-105A (Photoaufklärer) verringert.
- Oktober 1953: Die Attrappe des Entwurfes wurde besichtigt und gebilligt, jedoch war der Entwurf so groß und schwer geworden, dass als neues Triebwerk jetzt das Pratt & Whitney J75 gefordert wurde, das ohne Nachbrenner eine Schubkraft von 71,7 kN und mit Nachbrenner eine Schubkraft von 112,1 kN entwickelt. Damit wurde die Thunderchief das größte je gebaute einmotorige und einsitzige Kampfflugzeug. Das J75-Triebwerk war jedoch noch nicht so weit wie nötig entwickelt, und so wurde das J57 als Zwischenlösung für die F-105A eingesetzt und das J75 für die weiterentwickelte F-105B vorgesehen. Als eine der weiteren diversen Auswirkungen der Größe wurde zur Bugradsteuerung eine Servo-Steuerung entwickelt, welche wie gewohnt über die Pedale funktionieren musste.[1]
- Dezember 1953: Wegen Leistungsverzugs von Republic wurde von Seiten der Air Force die Beschaffung vorübergehend eingestellt.
- Februar 1954: Es sollten jetzt 15 Maschinen (YF-105 mit J57) beschafft werden.
- August 1954: Von dieser Bestellung sollten vier der Maschinen das J75-Triebwerk bekommen.
- September 1954: Wegen Verzögerungen in der Entwicklung wurde das Beschaffungsprogramm auf drei Maschinen reduziert.
- Februar 1955: Jetzt sollten wieder 15 Einheiten (zwei YF-105A, vier YF-105B, sechs F-105B und drei YRF-105A) beschafft werden.

## Einsatz

### Einsatz in Deutschland
Die F-105D war auch bei der USAFE in Westdeutschland stationiert, von Mai 1961 bis 1966 bei der 36.TFW in Bitburg und ab Oktober 1961 bis 1967 bei der 49.TFW auf der Spangdahlem Air Base. Mit Beginn der Umrüstung auf die F-4D Phantom II (36.TFW: 1966, 49.TFW: 1967) wurden die F-105D und F-105F der beiden Geschwader an Einheiten in Südostasien abgegeben. Die 49.TFW verlegte zurück in die USA.

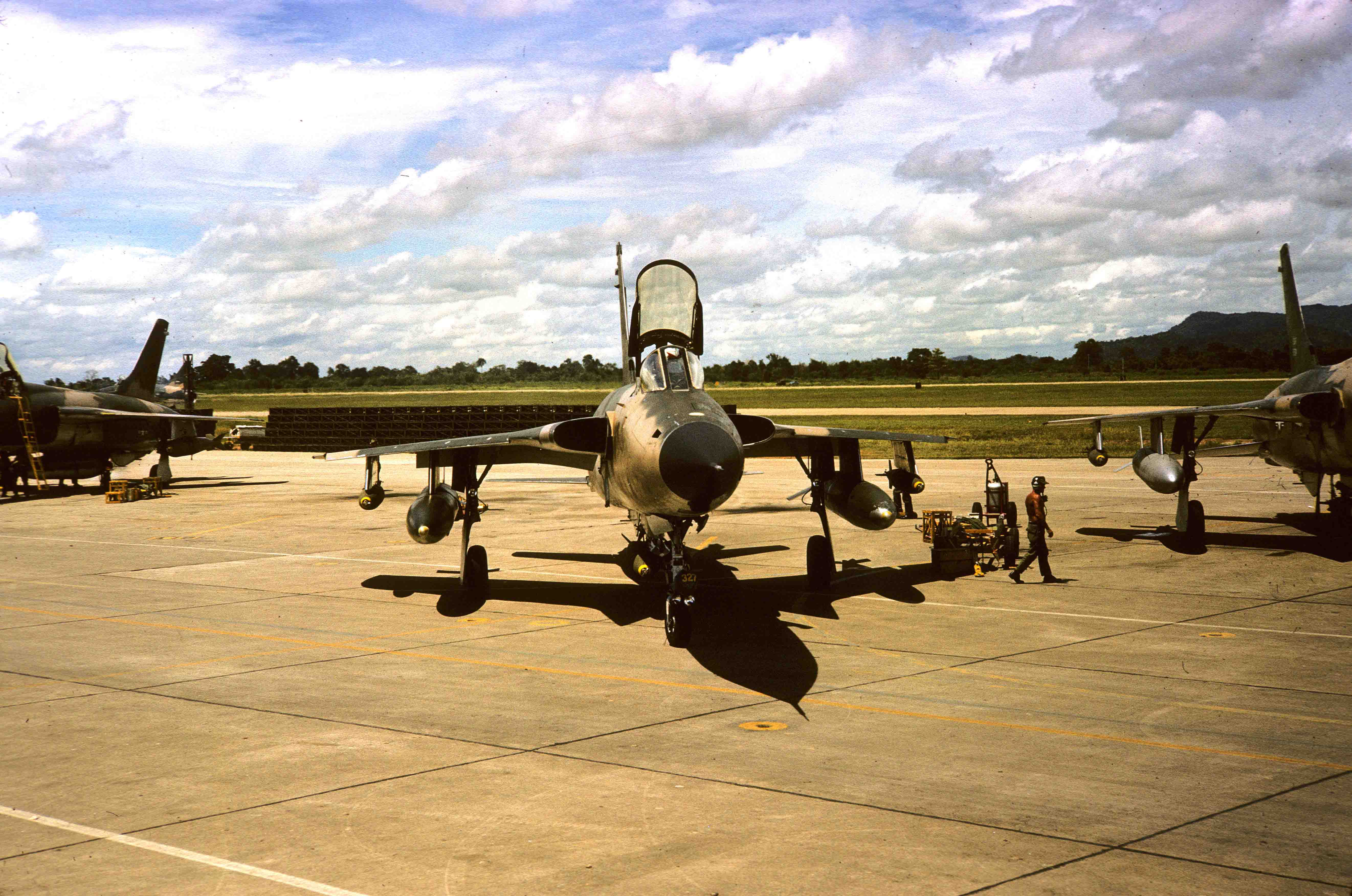
F-105 auf der Takhli Royal Thai Air Force Base 1966

### Einsatz in Vietnam
Von 1964 bis 1970 flogen die F-105 während des Vietnamkrieges 75 % aller Angriffe der USAF auf Nordvietnam. Die F-105D wurden 1970 durch die F-4 Phantom II und die F-111 Aardvark abgelöst, die F-105G „Wild Weasel“ verließen Südostasien jedoch erst 1973. Insgesamt gingen 385 F-105 in Vietnam verloren: 312 wurden von Flugabwehrkanonen oder -raketen abgeschossen, 22 von MiGs, 51 stürzten bei Unfällen ab. Insgesamt wurden F-105-Piloten 27,5 Abschüsse während des Vietnamkrieges angerechnet (gemeinsame Abschüsse werden bei der USAF ex aequo geteilt). Die F-105D wurde in Vietnam im Wesentlichen bis 1970 von den Geschwadern 355.TFW (Tactical Fighter Wing), 366.TFW und 388.TFW von den Basen bei Korat und Takhli in Thailand aus eingesetzt.

## Versionen

### YF-105A

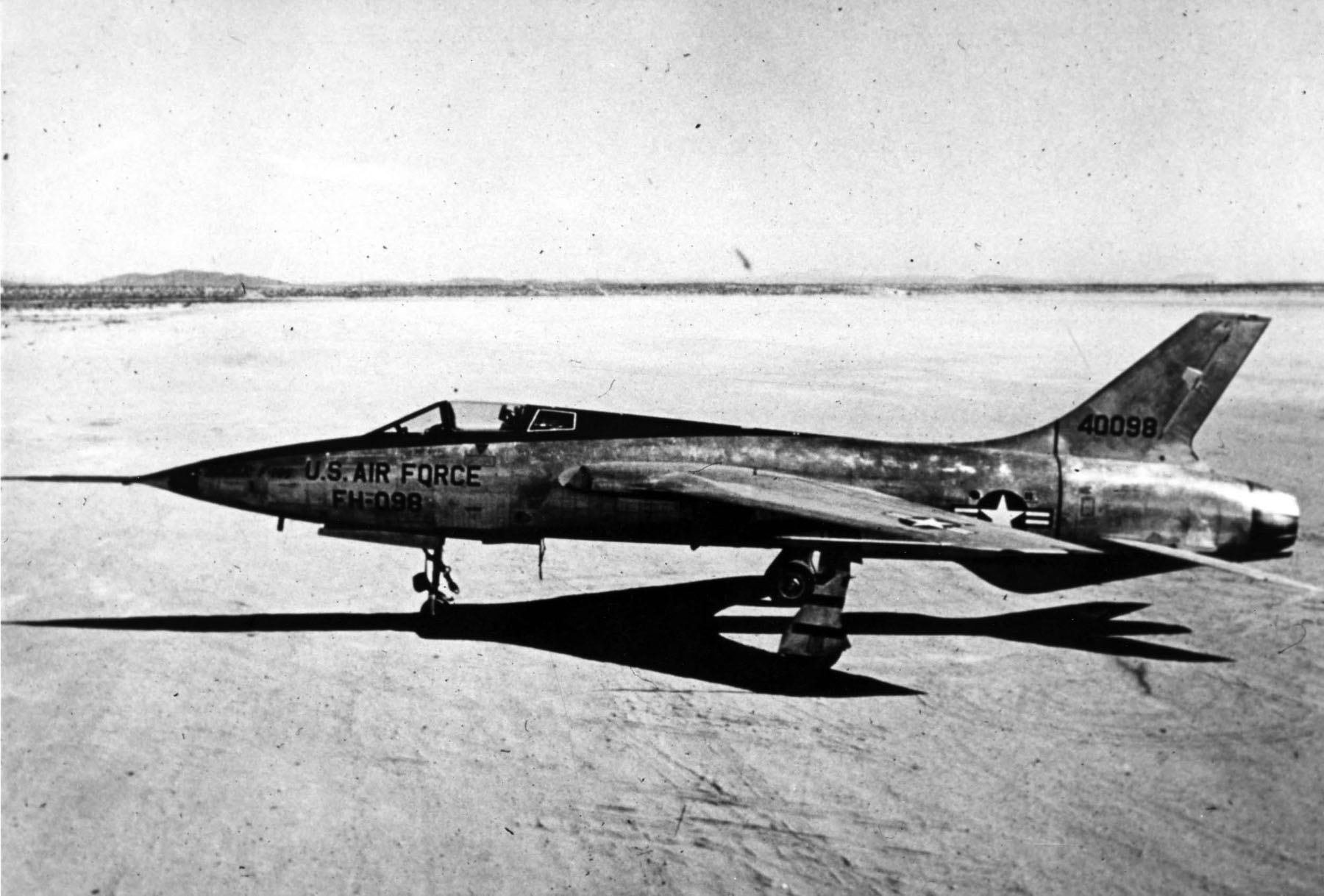
Republic YF-105A

Der erste YF-105A-Prototyp (Kennzeichen 54-0098) startete am 22. Oktober 1955 von der Edwards Air Force Base in Kalifornien zu seinem Erstflug. Der Testpilot von Republic, Russel „Rusty“ Roth, beschleunigte die Maschine dabei auf über Mach 1. Am 16. Dezember 1955 wurde die Maschine so stark beschädigt, dass sich eine Reparatur nicht mehr lohnte.
Der Erstflug der zweiten YF-105A (54-0099) fand am 28. Januar 1956 statt.
Insgesamt blieben die Leistungen der Prototypen hinter den Erwartungen zurück, und man überarbeitete den Entwurf grundlegend.

### F-105B

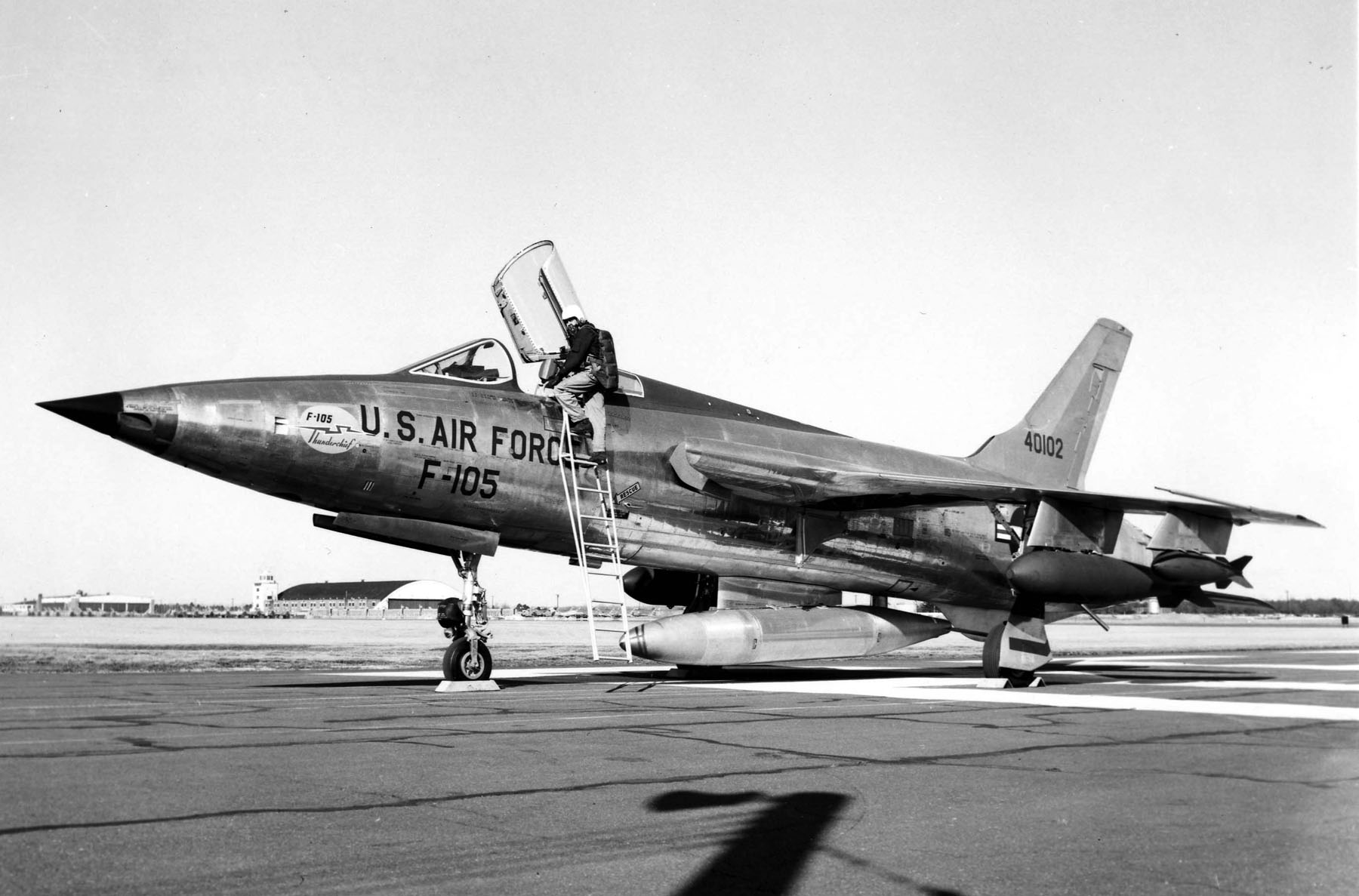
F-105B

Die Form des Rumpfes wurde den aerodynamischen Erkenntnissen der Flächenregel angepasst. Die Lufteinläufe erhielten eine neue Form – dies führte zu den charakteristischen Lufteinläufen der Thunderchief. Außerdem wurde das Seitenleitwerk vergrößert. Daraus entstand die F-105B.
Die erste Maschine der B-Version (YF-105B-1-RE – 54-0100) startete am 26. Mai 1956 zu ihrem Erstflug. Es wurden 75 Maschinen der B-Version in Farmingdale zwischen Mai 1956 und Dezember 1959 hergestellt. Die F-105B kostete ca. 5,65 Millionen US $.
Im Mai 1958 erhielt der erste Einsatzverband der USAF die F-105B. Diese Einheit wurde jedoch mit der Erprobung der F-105 beauftragt, die sich dann sehr lange hinzog; erst Ende 1960 wurde der Typ für einsatzbereit erklärt. Die Probleme lagen dabei in der Störanfälligkeit diverser Systeme und der mangelhaften Ersatzteilversorgung. Die Störanfälligkeit führte dazu, dass bis zu 150 Wartungsstunden auf eine Flugstunde aufgewendet werden mussten. Dies mag ein Grund dafür gewesen sein, dass die B-Version bereits Anfang 1964 aus dem aktiven Dienst der Air Force genommen wurde. Danach war sie nur noch in der Air Force Reserve und in der Air National Guard bis Mai 1981 im Einsatz. Erst die D-Version war allwettertauglich, was einen wichtigen Schritt in der Entwicklung der F-105 bedeutete.

### F-105C
Die Republic F-105C wurde als zweisitzige Trainingsversion der F-105B ausgelegt. Die Flugzeugzelle hätte die gleiche Bewaffnung und Ausstattung wie die B-Version erhalten sollen. Ein zweiter Sitz hinter dem ursprünglichen Pilotensitz sollte anstatt des 1264 l-Tanks eingebaut werden, was die Reichweite des Flugzeugs eingeschränkt hätte. Der Ausbilder und sein Schüler sollten unter einer einteiligen Cockpithaube aus Plexiglas Platz finden. Im Jahre 1956 wurde ein Mock-up hergestellt, worauf im Juni 1956 eine Bestellung von fünf Flugzeugen folgte, die jedoch bereits im Oktober 1956 aufgrund der steigenden Kosten des Projektes storniert wurde.

### F-105D

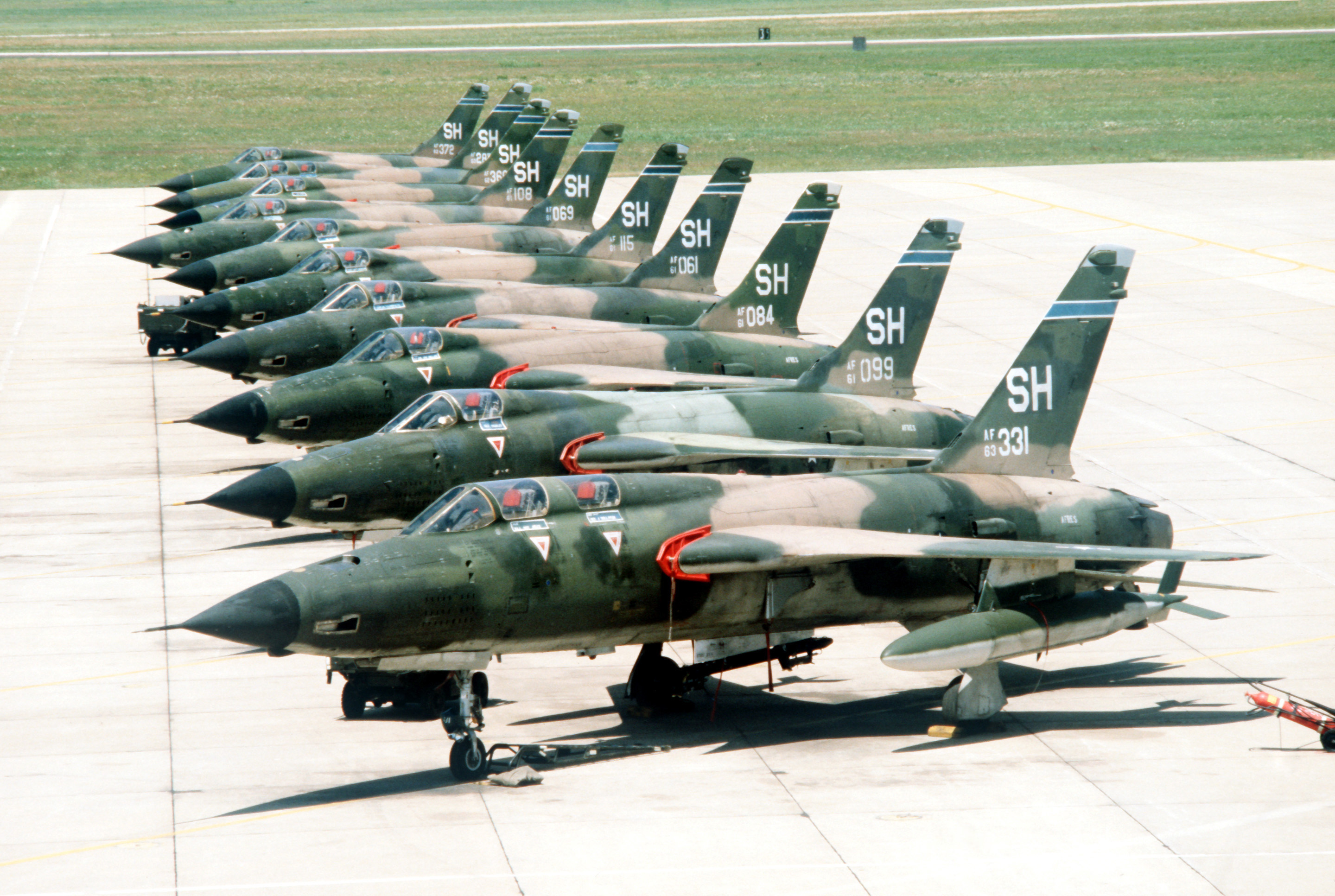
F-105F und F-105D der 465. TFS, Tinker Air Force Base, 1978

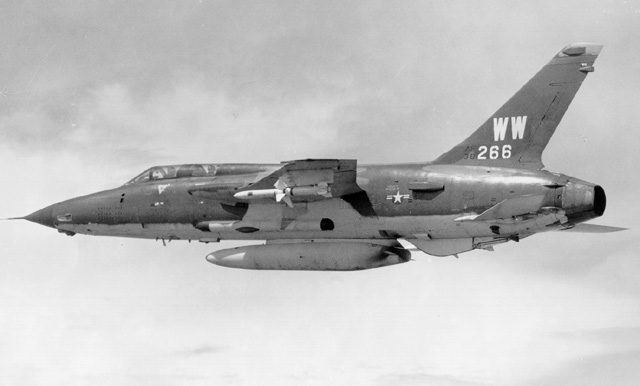
F-105G der 561. TFS, 388. TFW, 1972

Die F-105D hatte am 9. Juni 1959 ihren Erstflug. Diese Version wies eine stark verbesserte Elektronik auf. Der erste Einsatzverband, die 335. TFS des 4. TFW, bekam sie im Juni 1960. Von der F-105D wurden 610 Stück gebaut.

### F-105F/G
Die zweisitzige Version der F-105D wurde als F-105F bezeichnet, von der 143 Stück gebaut wurden. Im Verlauf des Vietnam-Kriegs wurden 61 F-105F zu F-105G-„Wild Weasel“-Maschinen (zur Bekämpfung der feindlichen Radar-Stellungen) umgebaut und blieben bis 1973 im Einsatz.
Nach dem Vietnamkrieg wurden die restlichen F-105G auf der George AFB in Kalifornien zusammengezogen. Die letzten Maschinen wurden im Mai 1983 bei der Air National Guard außer Dienst gestellt.

## Produktion
Abnahme der F-105 durch die USAF:
| Version | 1955 | 1956 | 1957 | 1958 | 1959 | 1960 | 1961 | 1962 | 1963 | 1964 | 1965 | Summe |
| ------- | ---- | ---- | ---- | ---- | ---- | ---- | ---- | ---- | ---- | ---- | ---- | ----- |
| YF-105A | 1    | 4    |      |      |      |      |      |      |      |      |      | 005   |
| F-105B  |      | 2    | 2    | 11   | 60   |      |      |      |      |      |      | 075   |
| JF-105B |      |      | 1    | 2    |      |      |      |      |      |      |      | 003   |
| F-105D  |      |      |      |      | 1    | 76   | 183  | 169  | 180  | 1    |      | 610   |
| F-105F  |      |      |      |      |      |      |      |      | 14   | 128  | 1    | 143   |
| Summe   | 1    | 6    | 3    | 13   | 61   | 76   | 183  | 169  | 194  | 129  | 1    | 836   |

Zwischen dem 1. Juli 1969 und dem 30. Juni 1972 wurden 61 F-105F in F-105G umgebaut.

## Zwischenfälle
Vom Erstflug 1955 bis zum Betriebsende 1984 kam es mit Republic F-105 zu 616 Totalverlusten von Flugzeugen; davon wurden 320 im Kampfeinsatz abgeschossen. Bei 833 gebauten Exemplaren ist dies die mit Abstand höchste Verlustrate eines Militärflugzeugs nach dem Zweiten Weltkrieg.
In Deutschland kam es von 1961 bis zum Abzug 1967 mit F-105 zu 18 Totalschäden von Flugzeugen. Bei 4 davon kamen 5 Besatzungsmitglieder ums Leben. Folgende tödliche Unfälle gab es von in Deutschland stationierten F-105:
- Am 27. August 1962 verunglückte eine F-105D-10RE der United States Air Force (USAF) (Luftfahrzeugkennzeichen 60-5377) beim Landeanflug auf den Fliegerhorst Rheine-Hopsten der Bundesluftwaffe. Der Pilot wurde dabei getötet.[7]

- Am 14. August 1963 stürzte unmittelbar nach dem Start von der Bitburg Air Base eine F-105D-20RE (Kennzeichen 61-0128) ab. Der Pilot kam ums Leben.[8]

- Am 14. Juli 1966 stürzte eine F-105F-1RE (Kennzeichen 63-8310), gestartet von der Spangdahlem Air Base in Rheinland-Pfalz, in der Nähe des baden-württembergischen Ortes Fichtenberg ab (etwa 14 Kilometer südsüdwestlich Schwäbisch Hall). Beide Insassen wurden getötet.[9][10]

- Am 10. Dezember 1968 kam es mit einer F-105D-20RE (Kennzeichen 61-0141) beim Hochziehen aus dem Tiefflug zu einem Strömungsabriss. Die Maschine stürzte nahe Würzburg ab. Der Pilot wurde getötet.[11]

## Technische Daten

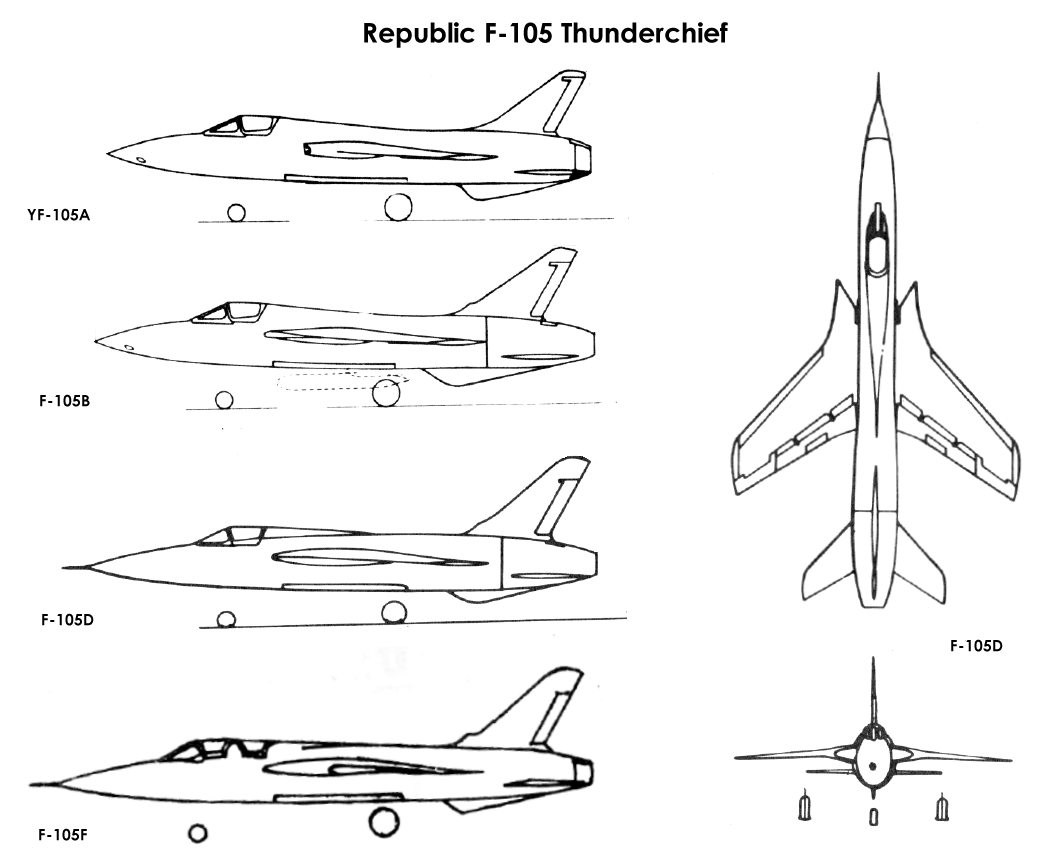
Republic F-105 Thunderchief

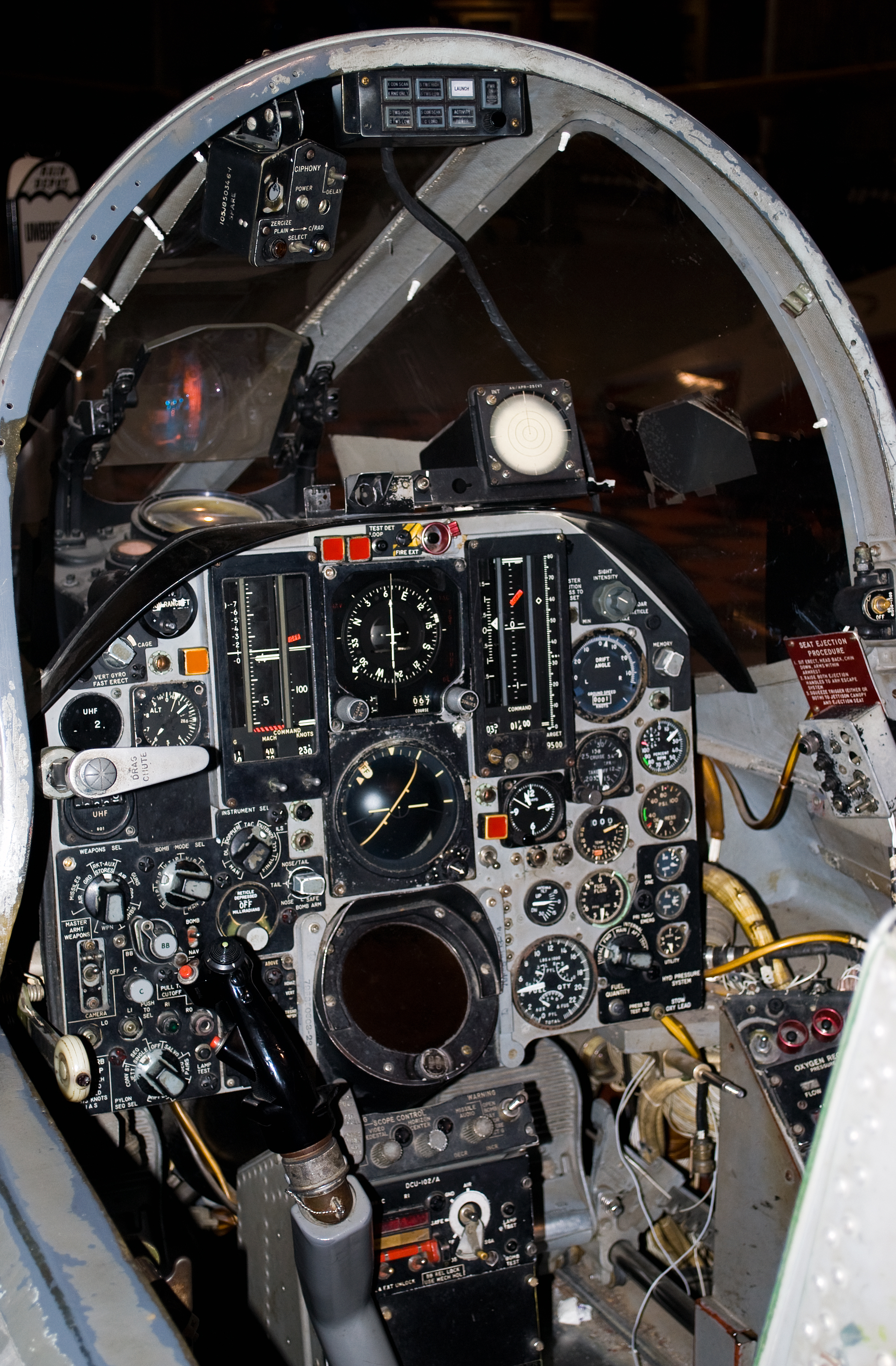
Cockpit

| Kenngröße              | Daten der F-105B                           | Daten der F-105D                               |
| ---------------------- | ------------------------------------------ | ---------------------------------------------- |
| Typ                    | Jagdbomber                                 | Jagdbomber                                     |
| Besatzung              | 1 Pilot                                    | 1 Pilot                                        |
| Länge                  | 19,23 m                                    | 19,63 m                                        |
| Spannweite             | 10,65 m                                    | 10,65 m                                        |
| Flügelfläche           | 35,80 m²                                   | 35,80 m²                                       |
| Flügelstreckung        | 3,17                                       | 3,17                                           |
| Höhe                   | 5,99 m                                     | 5,99 m                                         |
| Leermasse              | 12.474 kg                                  | 12.980 kg                                      |
| max. Startmasse        | 18.144 kg                                  | 23.834 kg                                      |
| Höchstgeschwindigkeit  | Mach 1,9 bzw. 2.018 km/h                   | Mach 2,08 bzw. 2.208 km/h                      |
| Dienstgipfelhöhe       | 15.850 m                                   | 15.850 m                                       |
| Einsatzradius          | 1.252 km                                   | 1.252 km                                       |
| Überführungsreichweite | 3.550 km                                   | 3.550 km                                       |
| Bewaffnung             | Waffenlast bis zu 6.351 kg                 | Waffenlast bis zu 6.351 kg                     |
| Triebwerk              | ein Strahltriebwerk Pratt & Whitney J75-PW | ein Strahltriebwerk Pratt & Whitney J75-PW-19W |
| Schubkraft             | bis zu 104,57 kN (mit Nachbrenner)         | bis zu 109,02 kN (mit Nachbrenner)             |

## Bewaffnung
Festinstallierte Bordkanone
- 1 × 20-mm-Gatling-Revolverkanone M61A1 „Vulcan“ mit 1100 Schuss Munition

Kampfmittel bis zu 6.351 kg an fünf Außenlaststationen und im Waffenschacht
Luft-Luft-Lenkflugkörper
- 2 × LAU-7/A-Startschienen für je 1 × AIM-9 „Sidewinder“ – infrarotgesteuert für Kurzstrecken
- 2 × LAU-114/A-Doppelstartschienenträgern für je 2 × AIM-9 „Sidewinder“ – infrarotgesteuert für Kurzstrecken

Luft-Boden-Lenkflugkörper
- 2 × Martin-Marietta AGM-12B/C „Bullpup“ – funkgesteuerte Lenkflugkörper
- 4 × Texas Instruments AGM-45A/B „Shrike“ – Radarbekämpfungsflugkörper
- 2 × General Dynamics AGM-78 „Standard ARM“ – Radarbekämpfungsflugkörper

Ungelenkte Raketen
- 4 × Raketen-Rohrstartbehälter LAU-10/A (für je 4 × ungelenkte Zuni-Luft-Boden-Raketen; Kaliber 127 mm / 5 Inch)
- 2 × Raketen-Rohrstartbehälter LAU-37/A für je 7 × ungelenkte Zuni-Luft-Boden-Raketen; Kaliber 127 mm / 5 Inch
- 8 × Raketen-Rohrstartbehälter LAU-32/A (für je 7 × ungelenkte Hydra-Luft-Boden-Raketen; Kaliber 70 mm / 2,75 Inch)
- 8 × Raketen-Rohrstartbehälter LAU-59/A (für je 7 × ungelenkte Hydra-Luft-Boden-Raketen; Kaliber 70 mm / 2,75 Inch)
- 6 × Raketen-Rohrstartbehälter LAU-3/A (für je 19 × ungelenkte Hydra-Luft-Boden-Raketen; Kaliber 70 mm / 2,75 Inch)

Lenkbomben
- 2 × Rockwell International GBU-8 „Hobos“ – tv-gelenkte Gleitbombe
- 2 × GBU-10A/B „Paveway“ – lasergelenkte Gleitbombe (907 kg)
- 2 × Martin Marietta AGM-62 „Walleye“ – tv-gelenkte Gleitbombe

Ungelenkte Fliegerbomben
- 16 × Mark 82 LDGP (227-kg-/500-lb-Freifallbombe)
- 10 × Mark 83 LDGP (454-kg-/1000-lb-Freifallbombe)
- 2 × Mark 84 LDGP (907-kg-/2000-lb-Freifallbombe)
- 16 × M117 (343-kg-/750-lb-Freifallbombe)
- 2 × M118 (1360 kg / 3000-lb-Freifallbombe)
- 10 × CBU-24/B (362-kg-/800-lb-Streubombe mit 655 BLU-26 oder BLU-36-Splitterbomblets)
- 10 × CBU-39/B (380 kg / 840-lb-Streubombe mit 670 BLU-36-Splitterbomblets)
- 10 × CBU-52/B (359-kg-/789-lb-Streubomb mit 220 BLU-61 Splitter-/Brandbomblets)
- 10 × CBU-58/B (408-kg-/900-lb-Streubombe mit 650 BLU-36-Splitterbomblets)
- 10 × CBU-62/B (380 kg / 840-lb-Streubombe mit 2025 M40-Splitter-/Brandbomblets)
- 10 × CBU-71/B (359-kg-/789-lb-Streubombe mit 650 BLU-86 Splitter-/Brandbomblets)
- 2 × Mark 79 (453 kg / 1000-lb-Napalmbombe)
- 2 × BLU-1/B (395 kg / 750-lb-Napalmbombe)
- 2 × BLU-27/B (395 kg / 750-lb-Napalmbombe)
- 6 × BLU-11/B (227 kg / 500-lb-Napalmbombe)
- 1–3 × B28 (nukleare Freifallbombe mit 70–1450 kT)
- 1–2 × B43 (nukleare Freifallbombe mit 70–1000 kT)
- 1–3 × B57 (nukleare Freifallbombe mit 0,5–20 kT)
- 1–2 × B61 (nukleare Freifallbombe mit 0,3–170 kT)

Zusatzbehälter
- 1 × AN/ALQ-71, EKF-Störbehälter
- 1 × AN/ALQ-119, EKF-Störbehälter
- 1 × Zusatztank im Bombenschacht
- 1 × abwerfbarer Zusatztank für 1135 Liter (300 US Gallonen)
- 2 × abwerfbarer Zusatztank für je 1400 Liter (370 US Gallonen)
- 2 × abwerfbarer Zusatztank für je 2271 Liter (600 US Gallonen)